# فرودگاه برژراک دردونژ پریگورد
فرودگاه برژراک دردونژ پریگورد (به انگلیسی: Bergerac Dordogne Périgord Airport) یک فرودگاه همگانی با کد یاتا EGC است که یک باند فرود آسفالت دارد و طول باند آن ۲۲۰۵ متر است. این فرودگاه در شهر برژراک کشور فرانسه قرار دارد و در ارتفاع ۵۲ متری از سطح دریا واقع شده‌است.

## شرکت‌های هواپیمایی و مقصدهای پروازی
| شرکت‌های هواپیمایی                      | مقصدهای پروازی                                                                 |
| -------------------------------------- | ------------------------------------------------------------------------------ |
| بریتیش ایرویز اجرا توسط بی‌ای سیتی‌فلایر | فصلی: لندن سی‌تی                                                                |
| فلای‌بی                                 | ساوت‌همپتون فصلی: بیرمنگام، ادینبرو، اکستر، منچستر                              |
| جت۲.کام                                | فصلی: لیدز برادفورد، منچستر (آغاز از ۲۶ مه ۲۰۱۸)،                              |
| رایان‌ایر                               | استانستد لندن فصلی: بریستول، بروکسل جنوب شرلروآ، ایست میدلند، جان لنون لیورپول |
| ترانساویا.کام                          | Seasonal روتردام دی‌هیگ                                                         |